# Urobotrya sparsiflora
Urobotrya sparsiflora är en tvåhjärtbladig växtart. Urobotrya sparsiflora ingår i släktet Urobotrya och familjen Opiliaceae.

## Underarter
Arten delas in i följande underarter:
- U. s. bruneelii
- U. s. sparsiflora